# Kellen Fisher
Pour les articles homonymes, voir Fisher.
Kellen Lucas Fisher, né le 5 mai 2004 à Sidcup (Grand Londres), est un footballeur anglais qui évolue au poste d'arrière droit à Norwich City.

## Biographie

### En club
Kellen Fisher est formé au Bromley FC avant d'être prêté à deux reprises en divisions inférieurs anglaises. Il fait tout de même ses débuts avec son club formateur en quatrième division avant de signer en juin 2023 à Norwich City, club de Championship. 
Il fait ses débuts avec le club en août suivant, face à QPR en EFL Cup. En septembre 2024, de plus en plus utilisé en championnat, il signe un nouveau contrat avec Norwich jusqu'en 2028, avec une année en plus en option.

### En sélection
Fisher dispute six matchs avec l'équipe d'Angleterre des moins de 20 ans. 
En novembre 2024, il est appelé avec les espoirs mais ne rentre pas en jeu contre l'Espagne ni contre les Pays-Bas,.

## Statistiques

### En club
| Saison                | Club                  | Championnat           | Championnat | Championnat | Championnat | Coupe nationale | Coupe nationale | Coupe nationale | Coupe de la Ligue | Coupe de la Ligue | Coupe de la Ligue | Total | Total | Total |
| Saison                | Club                  | Division              | M.          | B.          | P.d.        | M.              | B.              | P.d.            | M.                | B.                | P.d.              | M.    | B.    | P.d.  |
| 2022-2023             | Bromley FC            | National League       | 25+2        | 0           | 0           | -               | -               | -               | -                 | -                 | -                 | 27    | 0     | 0     |
| 2022-2023             | Cray Wanderers (prêt) | Isthmian League       | 7+2         | 0           | 0           | -               | -               | -               | -                 | -                 | -                 | 9     | 0     | 0     |
| 2023-2024             | Norwich City          | Championship          | 9           | 0           | 1           | 2               | 0               | 0               | 3                 | 0                 | 1                 | 14    | 0     | 2     |
| 2024-2025             | Norwich City          | Championship          | 36          | 0           | 4           | 1               | 0               | 0               | 2                 | 0                 | 0                 | 39    | 0     | 4     |
| Sous-total            | Sous-total            | Sous-total            | 45          | 0           | 5           | 3               | 0               | 0               | 5                 | 0                 | 1                 | 53    | 0     | 6     |
| Total sur la carrière | Total sur la carrière | Total sur la carrière | 81          | 0           | 5           | 3               | 0               | 0               | 5                 | 0                 | 1                 | 89    | 0     | 6     |